# Première dame de Côte d'Ivoire
Les Premières dames de Côte d'Ivoire sont les épouses du président de la république de Côte d'Ivoire. Depuis 2010, la Première dame est Dominique Ouattara.

## Liste des épouses des présidents de la république de Côte d'Ivoire
| Années      | Nom                            | Date de naissance - Date de décès | Époux                  | Photographie |
| ----------- | ------------------------------ | --------------------------------- | ---------------------- | ------------ |
| 1960-1993   | Marie-Thérèse Houphouët-Boigny | 1930-                             | Félix Houphouët-Boigny |              |
| 1993-1999   | Henriette Konan Bédié          | 1938-                             | Henri Konan Bédié      |              |
| 1999-2000   | Rose Doudou Guéï               | ?-2002                            | Robert Guéï            |              |
| 2000-2010   | Simone Gbagbo                  | 1949-                             | Laurent Gbagbo         |              |
| Depuis 2010 | Dominique Ouattara             | 1953-                             | Alassane Ouattara      |              |